# Schoenorchis micrantha
Schoenorchis micrantha är en orkidéart som beskrevs av Caspar Georg Carl Reinwardt och Carl Ludwig von Blume. Schoenorchis micrantha ingår i släktet Schoenorchis och familjen orkidéer. Inga underarter finns listade i Catalogue of Life.